# Mangan(II)-sulfat
Mangan(II)-sulfat ist das zweiwertige Mangansalz der Schwefelsäure mit der Summenformel MnSO4. Mangan(II)-sulfat bildet im kristallwasserhaltigen Zustand blassrosa monokline, im wasserfreien Zustand weiße Kristalle.

## Vorkommen
In der Natur kommt Mangan(II)-sulfat als das Mineral Mallardit vor (MnSO4 · 7 H2O).

## Gewinnung und Darstellung
Mangan(II)-sulfat kann durch Auflösen von Mangan(II)-carbonat in Schwefelsäure dargestellt werden.
{\displaystyle \mathrm {MnCO_{3}+H_{2}SO_{4}\rightarrow MnSO_{4}+CO_{2}\uparrow +H_{2}O} }

## Eigenschaften

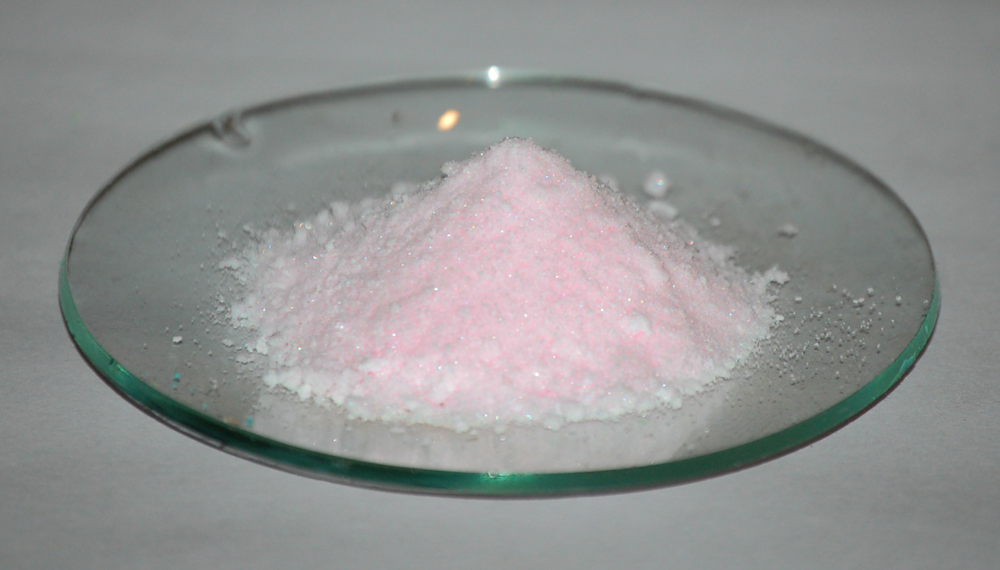
Mangan(II)-sulfat-Tetrahydrat

Mangan(II)-sulfat ist gut löslich in Wasser, aber unlöslich in Alkoholen. Es bildet mehrere Hydrate (Monohydrat, Tetrahydrat, Heptahydrat). Die wasserfreie Substanz erhält man durch Abrauchen der meisten Manganverbindungen mit Schwefelsäure.

## Verwendung
Mangan(II)-sulfat findet Verwendung als Zusatzstoff in Tiernahrung, in der Landwirtschaft, der Zeugdruckerei, Porzellanfabrikation, zur Desinfektion, in der Färberei und in der Holzbeize.